# Etne
Etne es un municipio de la provincia de Hordaland, Noruega. Tiene una población de 4103 habitantes según el censo de 2015 y su centro administrativo es Etnesjøen. Otras localidades son Skånevik y Fjæra.

## Evolución administrativa
El municipio ha sufrido algunos cambios territoriales, los cuales son:
| Año  | Cambio territorial                           | Población | Variación |
| ---- | -------------------------------------------- | --------- | --------- |
| 1838 | Fundación                                    |           |           |
| 1965 | El municipio de Skånevik se fusiona con Etne |           | +1493     |

## Nombre
El municipio lleva el nombre del Etnefjorden (nórdico antiguo Etnir). El fiordo es probablemente el nombre de un antiguo río nombre de Etna (en la actualidad Etneelvi).

## Escudo de armas
El escudo de armas es de los tiempos modernos. Se les concedió el 16 de diciembre de 1983. Los brazos representan la fuerte unidad entre los dos antiguos municipios Skånevik y Etne y que se unieron para formar un municipio en 1965.

## Historia
Hay restos arqueológicos que indican que el lugar estaba habitado desde el año 800 a. C.

## Geografía
Etne se sitúa al sur de Bergen y limita con los municipios de Kvinnherad, Odda, Sauda, Suldal y Vindafjord (los últimos tres en la provincia de Rogaland). 
El paisaje del municipio es variado, pasando de los fiordos Etnefjorden, Skånevikfjorden y Åkrafjorden a las altas montañas. En el norte está el glaciar de montaña Folgefonna en donde está el punto más alto del municipio (1638 m s. n. m.). El Parque nacional de Folgefonna está parcialmente en Etne. Aparte del parque están las reservas naturales de Brattholmen, Skåno y Langebudalen. Otros puntos importantes son el lago Løkjelsvatnet y la cascada Langfossen.

## Transportes
La ruta europea E134 atraviesa el municipio conectando Haugesund con Oslo. La carretera pasa por Etnesjøen y se dirige en dirección noreste hacia el Åkrafjorden antes de cruzar al municipio de Odda. Hay varios túneles en la ruta tales como los de Åkrafjord, Fjæra, Markhus y Rullestad.
Existe el puente Eintveit, el cual no tiene conexiones viales y es catalogado como un puente a ninguna parte.

## Gobierno
El municipio se encarga de la educación primaria, asistencia sanitaria, atención a la tercera edad, desempleo, servicios sociales, desarrollo económico, y mantención de caminos locales.

### Concejo municipal
El concejo municipal (Kommunestyre) tiene 21 representantes que son elegidos cada 4 años y estos eligen a un alcalde. Estos son:

#### Etne Kommunestyre 2011–2015
| Partido                     | Número de representantes |
| --------------------------- | ------------------------ |
| Partido Laborista           | 6                        |
| Partido del Progreso        | 3                        |
| Høyre                       | 3                        |
| Partido Demócrata Cristiano | 2                        |
| Partido de Centro           | 6                        |
| Venstre                     | 1                        |